# Frunk
De frunk (samenvoeging van het Engelse "front" en "trunk") is een opslagruimte aan de voorzijde van een voertuig, vaak te vinden in elektrische voertuigen of voertuigen waarvan de verbrandingsmotor achterin verwerkt zit. Deze opslagruimte is vaak kleiner dan andere opslagruimten zoals de kofferbak en is geplaatst onder de motorkap. Waar vrijwel alle personenauto's een kreukelzone vóór de passagierscabine bevatten, hebben niet alle personenauto's deze ruimte bezet met een motor. De ruimte die hierdoor "leeg" blijft kan worden benut als een frunk. In elektrische auto's kan deze ruimte bijzonder nuttig zijn om laadkabels op te bergen, zodat de gebruikelijke kofferbakruimte volledig beschikbaar blijft voor andere goederen en bagage. 
Het komt voor dat auto's lege ruimte hebben onder de motorkap, maar dat hier echter géén kofferbakruimte is geïnstalleerd. Er bestaan doe-het-zelf en aftermarket oplossingen die het inbouwen van een frunk mogelijk maken.

## Galerij

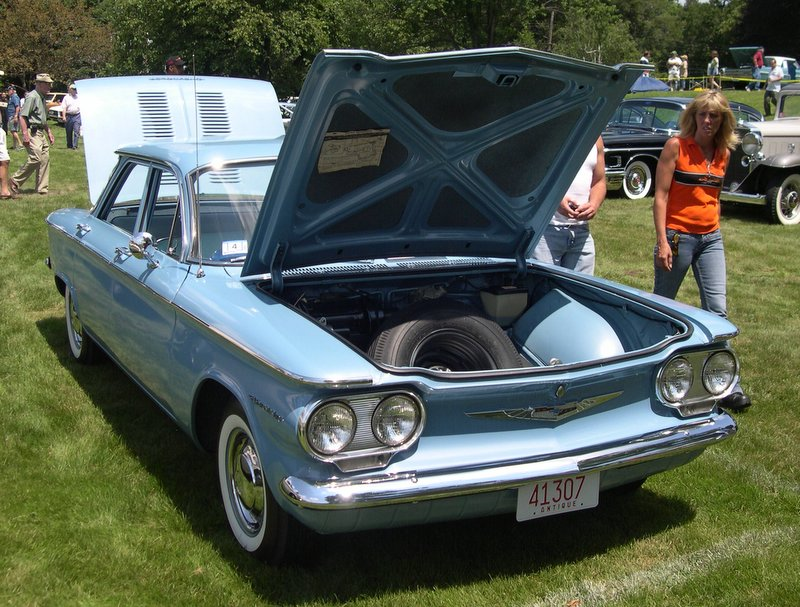
Geopende frunk in een Chevrolet Corvair uit 1960.
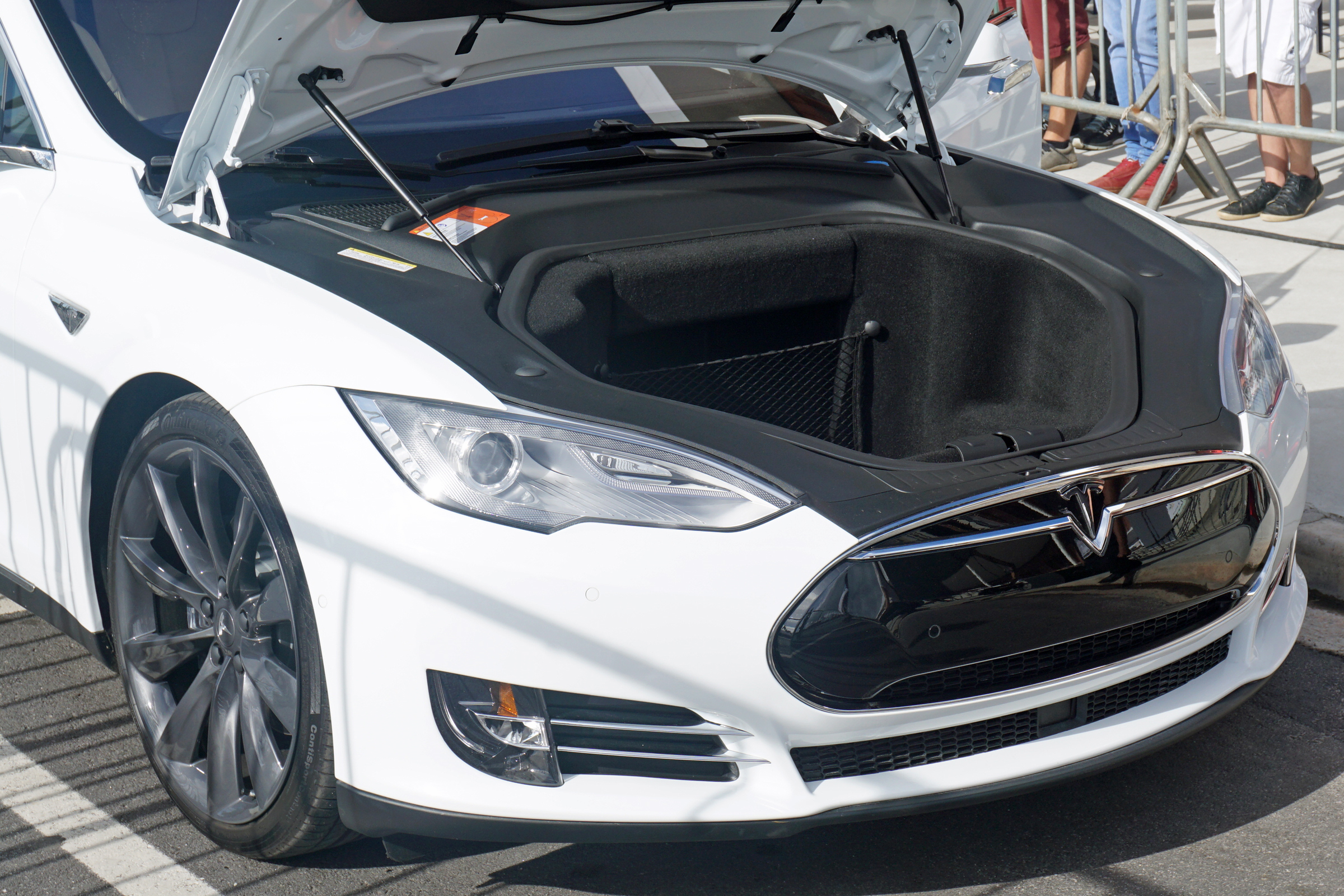
Geopende frunk in een elektrische Tesla Model S.
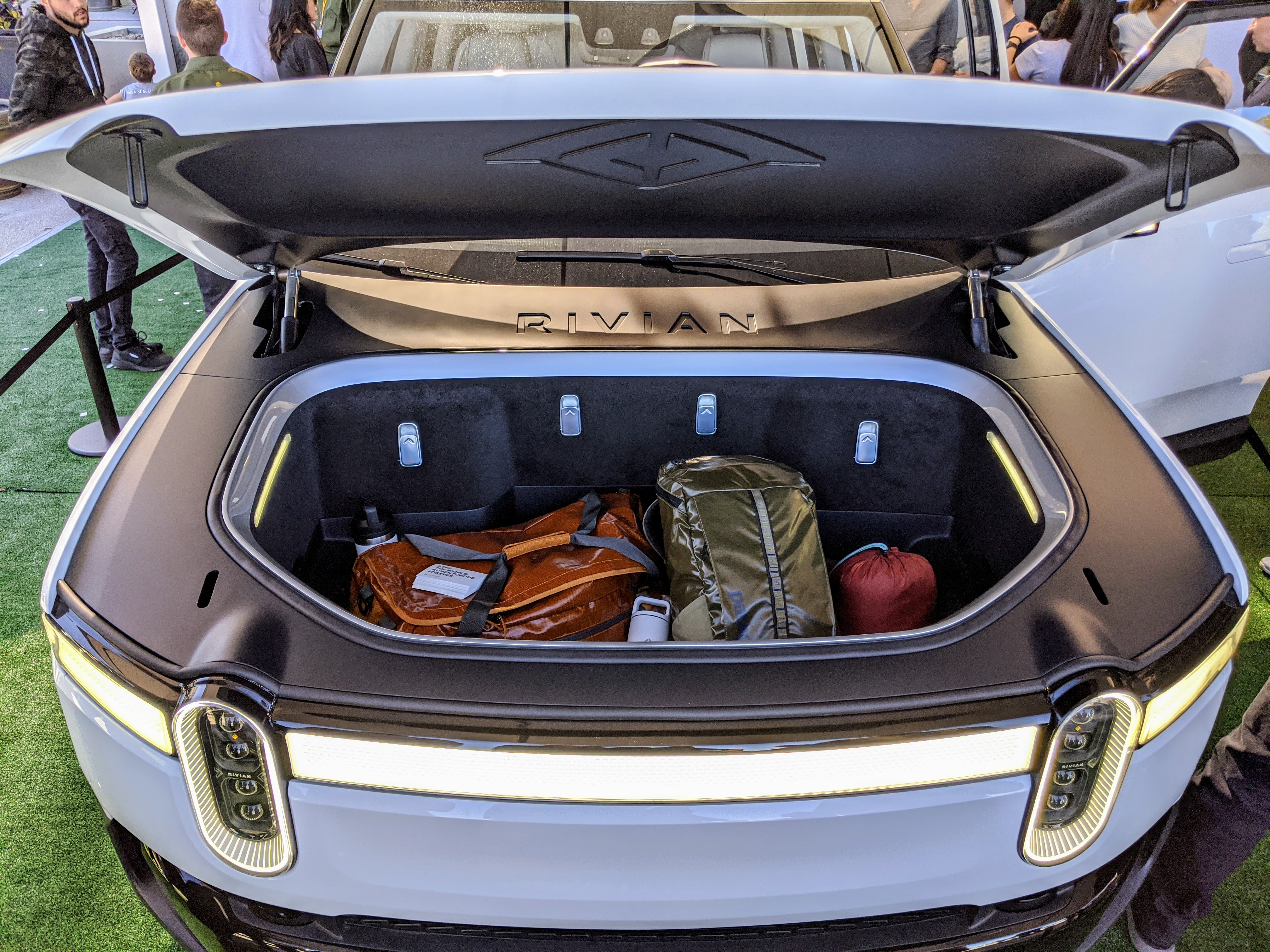
Frunk met bagage in een terreinwagen van Rivian.